# Айзенберг, Халли Кейт
Халли Кейт Айзенберг (англ. Hallie Kate Eisenberg; род. 2 августа 1992, Ист-Брансуик, Нью-Джерси, США) — американская актриса, дебютировавшая в 1998 году. Лауреат премии «Молодой актёр» в категории «Лучший юный исполнитель в рекламе».

## Биография
Халли Кейт Айзенберг родилась в еврейской семье выходцев из Украины и Польши. Её мать Эми работала клоуном, а отец Барри был администратором в больнице, позже заняв должность профессора в колледже. Старший брат Халли Джесси — тоже актёр, номинант на премию «Оскар» за роль Марка Цукерберга в картине «Социальная сеть».
В 1998 году Халли дебютировала в кино, снявшись в одной из ведущих ролей в картине «Поли». За эту работу актриса была номинирована на премии «Молодой актёр» и YoungStar Award. Её работа в картине 1999 года «Двухсотлетний человек» также удостоилась номинации на YoungStar Award. Параллельно, Айзенберг снималась в рекламе. В США она стала известна благодаря рекламе Пепси, за которую в 2000 году удостоилась премии «Молодой актёр».
В 2000 году актриса появилась в заметной роли в картине «Красивая», рассказывающей о женщине, мечтающей получить титул «Мисс Америка», но не имеющей права участвовать в конкурсе, так как у неё есть ребёнок. За этим последовала роль слепоглухой Хелен Келлер в телефильме «Сотворившая чудо». Обе работы 2000 года были отмечены номинациями на «Молодой актёр».
В 2001 году Айзенберг дебютировала на Бродвее в пьесе The Women. В этой постановке актриса играла до 13 июня 2002 года[≡].
В 2006 году вышел фильм «Как есть жареных червяков», в котором Халли перевоплотилась в школьницу-изгоя Эрику. Эта роль принесла ей следующую номинацию на «Молодой актёр». В 2010 году актриса появилась в картине «Святые роллеры», где её брат играл ведущую роль.

## Фильмография
| Год  |    | Русское название          | Оригинальное название  | Роль             |
| ---- | -- | ------------------------- | ---------------------- | ---------------- |
| 1998 | ф  | Поли                      | Paulie                 | Мэри Элвезер     |
| 1998 | тф | Дар Николаса              | Nicholas' Gift         | Элеанора         |
| 1999 | ф  | Свой человек              | The Insider            | Элеанора Уайганд |
| 1999 | ф  | Двухсотлетний человек     | Bicentennial Man       | Аманда Мартин    |
| 2000 | с  | Будь собой                | Get Real               | Алекса           |
| 2000 | ф  | Красивая                  | Beautiful              | Ванесса          |
| 2000 | тф | Сотворившая чудо          | The Miracle Worker     | Хелен Келлер     |
| 2003 | с  | Клиника Сан-Франциско     | Presidio Med           | Грейс Ротмэн     |
| 2004 | тф | Девушка для прощания      | The Goodbye Girl       | Люси Макфадден   |
| 2006 | ф  | Иисус, Мэри и Джои        | Jesus, Mary and Joey   | Мелисса          |
| 2006 | ф  | Как есть жареных червяков | How to Eat Fried Worms | Эрика            |
| 2008 | ф  | Оторва                    | Wild Child             | Рути             |
| 2010 | ф  | Святые роллеры            | Holy Rollers           | Рут Голд         |

## Награды и номинации
| Награды и номинации | Награды и номинации | Награды и номинации                                                                      | Награды и номинации | Награды и номинации |
| Награда             | Год                 | Категория                                                                                | Итог                |                     |
| ------------------- | ------------------- | ---------------------------------------------------------------------------------------- | ------------------- | ------------------- |
| Молодой актёр       | 1999                | Лучшая работа в кинофильме — актриса до десяти лет за фильм «Поли»                       | Номинация           |                     |
| Молодой актёр       | 2000                | Лучший юный исполнитель в рекламе                                                        | Победа              |                     |
| Молодой актёр       | 2001                | Лучшая работа в телефильме — актриса до десяти лет за телефильм «Сотворившая чудо»       | Номинация           |                     |
| Молодой актёр       | 2001                | Лучшая работа в кинофильме — актриса до десяти лет за телефильм «Красивая»               | Номинация           |                     |
| Молодой актёр       | 2003                | Лучшая работа в телесериале — приглашённая актриса за телесериал «Клиника Сан-Франциско» | Номинация           |                     |
| Молодой актёр       | 2007                | Лучшая работа в кинофильме — актриса второго плана за фильм «Как есть жареных червяков»  | Номинация           |                     |
| Молодой актёр       | 2007                | Лучшая актёрский состав в кинофильме за фильм «Как есть жареных червяков»                | Победа              |                     |
| YoungStar Awards    | 1998                | Лучшая женская роль в кинокомедии за фильм «Поли»                                        | Номинация           |                     |
| YoungStar Awards    | 2000                | Лучшая женская роль в кинокомедии за фильм «Двухсотлетний человек»                       | Номинация           |                     |